# Roman Globokar
Roman Globokar, slovenski rimskokatoliški duhovnik, teolog in pedagog, * 11. december 1971, Novo mesto.
Globokar je trenutno predstojnik katedre za moralno teologijo na Teološki fakulteti v Ljubljani.

## Življenjepis
Po dveh letih študija na Teološki fakulteti v Ljubljani je nadaljeval s študijem na Papeški univerzi Gregoriana; tam je leta 1996 diplomiral (Pot k svobodi), 1998 opravil magisterij (Spoštovanje do življenja - etični princip po Albertu Schweitzerju) in leta 2001 še doktorat (Odgovornost do vsega, kar živi. Od Hansa Jonasa in Alberta Schweitzerja do teološke etike življenja). Hkrati je leta 2000 na Katoliški univerzi v Rimu opravil specializacijo iz bioetike.
Leta 2001 se je zaposlil na Škofijski klasični gimnaziji v Ljubljani, nakar je bil januarja 2006 imenovan za direktorja Zavoda svetega Stanislava. Dejavnost Zavoda sv. Stanislava je razširil na področje osnovnega šolstva (Osnovna šola Alojzija Šuštarja, 2008) in vrtčevske vzgoje (Vrtec Dobrega Pastirja, 2014). 
Leta 2005 je začel poučevati moralno teologijo na Teološki fakulteti v Ljubljani. Leta 2009 je bil izvoljen za docenta, leta 2021 pa za izrednega profesorja za področje moralne teologije. Od leta 2019 je predstojnik katedre za moralno teologijo na Teološki fakulteti v Ljubljani. Od leta 2021 do leta 2024 je bil rektor Bogoslovnega semenišča v Ljubljani. Od januarja do marca 2015 je gostoval na univerzi Boston College v ZDA, od marca do junija 2018 na univerzi Trinity College v Dublinu na Irskem, v juniju in juliju 2019 pa na Katoliški teološki fakulteti Univerze v Erfurtu.
Objavil je štiri znanstvene monografije: Verantwortung für alles, was lebt (Rim 2002), Teološka etika med univerzalnostjo in partikularnostjo (Ljubljana 2013), Vzgojni izzivi šole v digitalni dobi (Ljubljana 2019), Bioetika (Ljubljana 2025). 
Od leta 2005 je član Komisije Republike Slovenije za medicinsko etiko. Od leta 2011 do leta 2023 je bil član Strokovnega sveta za splošno izobraževanje RS, v letih 2009-2011 pa član strokovne skupine za pripravo Bele knjige o vzgoji in izobraževanju. Leta 2013 je bil imenovan za svetovalca SAZU na področju šolske vzgoje.